# Tecnoquímicas
Tecnoquímicas es una compañía colombiana fabricante de productos farmacéuticos, suplementos multivitaminicos, productos de higiene y del cuidado del hogar, fundada en 1934. Su sede de operaciones se encuentran en Cali, Colombia.
En 2023 represento el 14% del mercado farmacéutico colombiano.

## Historia
Tecnoquímicas fue fundada en Colombia por Francisco Barberi en 1934. Inicialmente, se llamaron «Colombia Sales Company» y luego de un proceso de fusión con Laboratorios Fixalia se modificó el nombre a «Tecnoquímicas» en 1957.
Tiene dos plantas industriales, En Cali para los productos farmacéuticos y una en Villa Rica, donde se fabrican los pañales.

## Portafolio
- Bonfiest Lua
- Colbón
- Content
- Crema No. 4
- Cureband
- Gastrofast
- IbuFlash
- Medicamentos MK
- Noraver
- Sal de Frutas Lua
- Vita C MK
- Vitafull
- Winny
- Yodora